# Guvernoratul Beqaa

Guvernoratul Beqaa în Liban

Beqaa (arabă: البقاع) este unul dintre guvernoratele Libanului, iar capitala sa este orașul Zahlé. 